# エフェラ アンド ジリオラ ジ・エンブレム フロム ダークネス
『エフェラ アンド ジリオラ ジ・エンブレム フロム ダークネス』 (EFERA & JILIORA The Emblem From Darkness) は、1991年12月13日にブレイングレイから発売されたPCエンジンCD-ROM²用のコンピュータゲームソフトである。
ジャンルはアクションRPGで、ひかわ玲子のファンタジー小説『女戦士エフェラ&ジリオラ』シリーズを原作としている。
当初はPC-8801mk2SR以降でフロッピーディスク10枚組での発売と発表されていたが、のちにパソコン版の開発は中止されている。

## ゲーム内容
プレイヤーはゲームスタート時にエフェラとジリオラのいずれかを選択し、そのキャラクターを操作してストーリーを進めていく。エフェラとジリオラを2人でそれぞれ操作する、2人同時プレイモードも用意されている。
エフェラはMPを消費して魔法を使うことができる。魔法による遠距離攻撃・広範囲攻撃を特色とするキャラクターである。
ジリオラは魔法は使えないが、代わりに奥義を使うことができる。また、通常攻撃の攻撃力がエフェラよりも高い。近接攻撃に秀でたキャラクターである。
ちなみにどちらを選んでもストーリーに変化はなく、エンディングにも影響しない。

## 登場人物
エフェラ
声:松井菜桜子
本作の主人公。
ジリオラ
声:伊倉一恵
本作のもう一人の主人公。
ユリオン
声:冬馬由美
ルビエラ
声:麻美順子
セルディオン男爵
声:銀河万丈
グルク老
声:峰恵研
サジウス
声:速水奨
バローシュ
声:喜多川拓郎
ヴァンサン
声:松本保典
ゼラーナの歌い手
声:二又一成
セディーク王
声:徳丸完
オーリン
声:矢島晶子
氷の貴公子
声:佐々木望
ダルーフォン婆
声:山田礼子
皇母
声:吉田理保子
本作のラストボス。
キリアン
声:吉田理保子
ヤローン
声:山田礼子
声
声:二又一成
傭兵
声:峰恵研
酒場の店主
声:喜多川拓郎
ユーリック
声:佐々木望
湖の主
声:峰恵研
魔界の魔王
声:銀河万丈
オープニングナレーション
声:沢木郁也

## 音楽

### 挿入歌
- 「信じる想い」
  - 作曲：本田省二、作詞：K.MIKI、編曲：芦沢伸太郎、唄：柿沢美貴

## スタッフ
- 原作：ひかわ玲子「大陸書房刊 女戦士エフェラ&ジリオラシリーズ」
- 脚本：山本優（日本放送作家協会）
- キャラクター・デザイン：土器手司 (MAX)、大貫健一（南町奉行所）
- モンスター・デザイン：大畑晃一
- スタッフ：佐藤洋、渡辺裕志、赤間弘靖、本田省二、恩田やよい、春麗茂木、聖裕夜、松本康志、武井一昌、浅妻為尋、土居清隆、青木文秀
- 製作協力：相原義彰 (MTV) 、南町奉行所、株式会社WINDS、株式会社オーパス、株式会社大陸書房、篠原秀則、山崎由美子
- 製作：ブレイン・グレイ

## 評価
ゲーム誌『ファミコン通信』の「クロスレビュー」では合計18点（満40点）、『月刊PCエンジン』では80・70・75・65・70の平均72点（満100点）、『マル勝PCエンジン』では5・6・7・7の合計25点（満40点）、『PC Engine FAN』の読者投票による「ゲーム通信簿」での評価は以下の通りとなっており、21.38点（満30点）となっている。また、この得点はPCエンジン全ソフトの中で209位（485本中、1993年時点）となっている。
| 項目 | キャラクタ | 音楽 | 操作性 | 熱中度 | お買得度 | オリジナリティ | 総合  |
| 得点 | 3.95       | 3.76 | 3.19   | 3.48   | 3.43     | 3.57           | 21.38 |